# Distretto di Kazimierza Wielka
Il distretto di Kazimierza Wielka (in polacco powiat kazimierski) è un distretto polacco appartenente al voivodato della Santacroce.

## Geografia antropica

### Suddivisioni amministrative
Il distretto comprende 5 comuni.
- Comuni urbano-rurali: Kazimierza Wielka, Skalbmierz
- Comuni rurali: Bejsce, Czarnocin, Opatowiec